# 羊茅状早熟禾
羊茅状早熟禾（学名：Poa parafestuca），为禾本科早熟禾属下的一个植物种。